# Wilfried Van Moer
Wilfried Van Moer (Beveren, 1 maart 1945 – Leuven, 24 augustus 2021) was een Belgische voetballer en voetbalcoach. Hij speelde als middenvelder en is een van de succesvolste spelers uit de geschiedenis van het Belgisch voetbal.
Van Moer won drie keer de Gouden Schoen en werd in 1980 vierde in het referendum van Europees voetballer van het jaar. Als speler stond hij bekend om zijn spelinzicht, loopvermogen en inzet. Bovendien kon hij zowel in de verdediging als op het middenveld spelen.
In 2005 eindigde hij op nr. 643 in de Vlaamse versie van De Grootste Belg.
Van Moer overleed op 24 augustus 2021 aan de gevolgen van een hersenbloeding.

## Clubcarrière

### Beginjaren
Wilfried Van Moer werd geboren in Beveren, waar hij zich op jonge leeftijd ook aansloot bij voetbalclub Sportkring Beveren-Waes, beter bekend als KSK Beveren. Ondanks zijn kleine gestalte doorliep Van Moer vlot de jeugdreeksen. De spelertjes kwamen ook dikwijls bijeen op een plein in “‘t Congoken” , een wijk van Beveren waar een voetbalpleintje lag waar ze konden sjotten. In 1961 mocht hij voor het eerst aantreden in het eerste elftal. Van Moer was toen 16 jaar.

### Beveren
Het was trainer Fons De Winter die hem in 1961 in het eerste elftal liet debuteren. Van Moer maakte deel uit van een sterke generatie, bestaande uit onder meer Jean Janssens, Roger Rogiers, Freddy Buyl en Omer Janssens. Al deze spelers debuteerden in de jaren '60 bij Beveren. Dat resulteerde in een indrukwekkende opmars. Beveren, dat toen in Vierde Klasse speelde, promoveerde in 1963 naar Derde Klasse. Na twee seizoenen in Derde hield Van Moer het voor bekeken en volgde er een transfer naar Antwerpen.

### Antwerp

#### EersteGouden Schoen
Van Moer belandde in 1965 bij het Antwerp FC van de Britse trainer Harry Game. Hij schoof Van Moer een rij achteruit. De kleine vleugelaanvaller, die over een goed positiespel beschikte, werd omgeschoold tot middenvelder. De omschakeling leverde Van Moer in zijn tweede seizoen in Eerste Klasse meteen de Gouden Schoen op. In die periode wilde Constant Vanden Stock, toen aan de slag bij Club Brugge, hem naar blauwzwart halen. Maar het bestuur van de club volgde Vanden Stock niet, waarna die opstapte en bij RSC Anderlecht voorzitter werd. Ook een aanbieding van FC Köln leverde niets op.

#### Afscheid in mineur
Hoewel Van Moer zich sportief ontwikkelde, zakte de club steeds verder weg. In 1968 degradeerde de club naar Tweede Klasse, maar Van Moer was toen al zeker van een transfer. Dat werd hem op de Bosuil kwalijk genomen, waardoor zijn afscheid er één in mineur werd.

### Standard

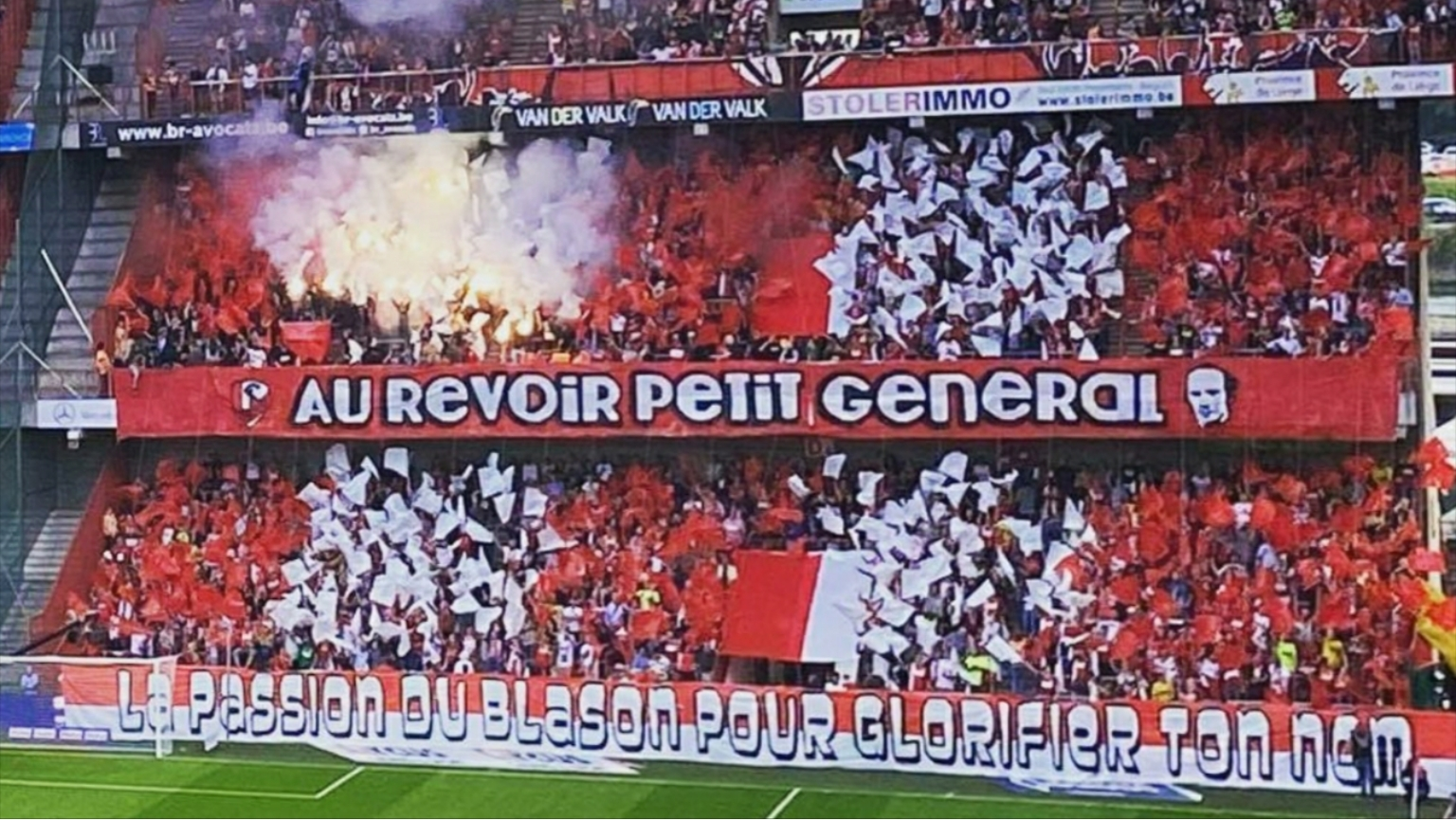
Ode aan Van Moer op Sclessin in september 2021, na zijn overlijden.

#### Eerste landstitel
Roger Petit had de Kleine Generaal voor 6,5 miljoen frank (zo'n €160.000) naar Standard Luik gehaald. Van Moer werd op Sclessin een ploegmaat van onder meer Christian Piot, Nico Dewalque en Jean Thissen. In geen tijd ontpopte Van Moer zich op het middenveld tot de natuurlijke leider van de Rouches. Hij liet zich opmerken door veel inzet, stevige tackles en zijn winnaarsmentaliteit. Van Moer loodste Standard eind jaren '60 naar drie landstitels op rij. De Rouches staken in die periode Anderlecht naar de kroon.

#### Drie Gouden Schoenen
Maar niet alleen in clubverband bestond er rivaliteit, ook op het gebied van individuele prijzen was die er tussen Standard en Anderlecht. Van Moer kreeg voor zijn leiderschapskwaliteiten in 1969 en 1970 voor de tweede en derde keer de Gouden Schoen. Hij evenaarde daarmee het record van Anderlecht-aanvoerder Paul Van Himst, die enkele jaren later weliswaar opnieuw de absolute recordhouder werd met vier Gouden Schoenen.

#### Blessureleed
Maar na de gouden periode aan het begin van de jaren '70 volgde er een sportief dieptepunt. De middenvelder werd door tegenstanders zwaar aangepakt en liep verschillende blessures op. Op het EK in 1972 brak hij zelfs zijn been na een tackle van de Italiaan Mario Bertini. Van Moer herstelde van de beenbreuk, maar sukkelde ook nadien van de ene blessure in de andere. Bovendien haalde Standard in 1973 de IJslandse middenvelder Ásgeir Sigurvinsson naar Luik. Hij werd de vervanger van Van Moer, die bij Standard steeds minder aan spelen toekwam.

### Beringen

#### Stap terug
Daarom besloot Van Moer in 1976 om een stap terug te zetten. De 31-jarige middenvelder verliet Standard en sloot zich aan bij het bescheiden Beringen FC, waar hij een ploegmaat werd van onder meer Paolo Lallo, Raymond Jaspers en Walter De Greef. Elk jaar streed Van Moer met de Limburgse club tegen de degradatie. Het was een nobele, maar minder erkende prestatie dan strijden om de titel. Van Moer verdween in die periode dan ook samen met generatiegenoten als Christian Piot, Maurice Martens en Jan Verheyen uit de nationale ploeg. De middenvelder combineerde de wedstrijden bij Beringen bovendien met het uitbaten van een café in Hasselt. Het hoogtepunt van de inmiddels 34-jarige voetballer leek definitief voorbij.

#### Comeback
Ondanks het degradatievoetbal bij Beringen bleef Van Moer toen volgens veel kenners een van de beste middenvelders van België. Ook bondscoach Guy Thys deelde die mening. Hij had een volledig nieuw nationaal elftal op poten gezet, maar miste nog een creatieve leider op het middenveld. Thys haalde Van Moer opnieuw bij de nationale ploeg en lag zo mee aan de basis van zijn comeback. De middenvelder was in de eerste interland sinds zijn terugkeer meteen goed voor een assist en een doelpunt. Bovendien merkten ook andere clubs opnieuw zijn kwaliteiten op, en in 1980 werd hij zelfs vierde in het referendum van Europees voetballer van het jaar. Alleen Paul Van Himst deed hem dat als Belg ooit voor.

### Beveren

#### Terugkeer naar de Heimat
In 1980 keerde Van Moer terug naar de club waar het voor hem allemaal begonnen was. Beveren, dat destijds nog in Derde Klasse speelde, vertoefde inmiddels in Eerste. De club had in 1978 en 1979 respectievelijk de Beker van België en de landstitel gewonnen. Van Moer keerde als ervaren rot terug naar "zijn" Beveren, waar hij op het middenveld de baas werd. Van Moer was van degradatievoetbal met Beringen overgestapt naar Europees voetbal met Beveren. De Waaslandse club beschikte in die dagen over een sterk team, bestaande uit onder meer Heinz Schönberger, Ronny Martens, Jean-Marie Pfaff, Erwin Albert en Paul Theunis. Een nieuwe trofee bleef echter uit, en aan zijn comeback leek een eind te komen.
In totaal speelde hij 406 eersteklassewedstrijden en scoorde 61 doelpunten.

### STVV
Na twee seizoenen bij Beveren hield de 37-jarige Van Moer het voor bekeken. Hij ruilde de club in voor tweedeklasser Sint-Truiden VV, waar hij voor het eerst het trainerschap op zich nam. Van Moer fungeerde bij STVV als speler-trainer, maar in 1984 hing hij zijn voetbalschoenen voorgoed aan de haak.

## Statistieken
| Seizoen         | Club            | Land            | Competitie      | Competitie | Competitie | Interlands | Interlands |
| Seizoen         | Club            | Land            | Competitie      | Wed.       | Dlp.       | Wed.       | Dlp.       |
| --------------- | --------------- | --------------- | --------------- | ---------- | ---------- | ---------- | ---------- |
| 1960/61         | KSK Beveren     | België          | Vierde Klasse   | 4          | 2          | 0          | 0          |
| 1961/62         | KSK Beveren     | België          | Vierde Klasse   | 28         | 13         | 0          | 0          |
| 1962/63         | KSK Beveren     | België          | Vierde Klasse   | 30         | 23         | 0          | 0          |
| 1963/64         | KSK Beveren     | België          | Derde Klasse    | 30         | 9          | 0          | 0          |
| 1964/65         | KSK Beveren     | België          | Derde Klasse    | 29         | 9          | 0          | 0          |
| 1965/66         | Antwerp FC      | België          | Eerste Klasse   | 26         | 8          | 0          | 0          |
| 1966/67         | Antwerp FC      | België          | Eerste Klasse   | 26         | 3          | 4          | 0          |
| 1967/68         | Antwerp FC      | België          | Eerste Klasse   | 25         | 2          | 3          | 0          |
| 1968/69         | Standard Luik   | België          | Eerste Klasse   | 25         | 1          | 5          | 0          |
| 1969/70         | Standard Luik   | België          | Eerste Klasse   | 26         | 6          | 6          | 2          |
| 1970/71         | Standard Luik   | België          | Eerste Klasse   | 28         | 6          | 5          | 2          |
| 1971/72         | Standard Luik   | België          | Eerste Klasse   | 21         | 1          | 4          | 1          |
| 1972/73         | Standard Luik   | België          | Eerste Klasse   | 18         | 2          | 2          | 0          |
| 1973/74         | Standard Luik   | België          | Eerste Klasse   | 13         | 2          | 4          | 1          |
| 1974/75         | Standard Luik   | België          | Eerste Klasse   | 20         | 4          | 3          | 1          |
| 1975/76         | Standard Luik   | België          | Eerste Klasse   | 19         | 3          | 0          | 0          |
| 1976/77         | Beringen FC     | België          | Eerste Klasse   | 30         | 5          | 0          | 0          |
| 1977/78         | Beringen FC     | België          | Eerste Klasse   | 28         | 5          | 0          | 0          |
| 1978/79         | Beringen FC     | België          | Eerste Klasse   | 23         | 5          | 0          | 0          |
| 1979/80         | Beringen FC     | België          | Eerste Klasse   | 29         | 2          | 9          | 1          |
| 1980/81         | KSK Beveren     | België          | Eerste Klasse   | 21         | 2          | 4          | 0          |
| 1981/82         | KSK Beveren     | België          | Eerste Klasse   | 28         | 4          | 8          | 1          |
| 1982/83         | Sint-Truiden VV | België          | Tweede Klasse   | 18         | 0          | 0          | 0          |
| 1983/84         | Sint-Truiden VV | België          | Tweede Klasse   | 8          | 0          | 0          | 0          |
| Carrière totaal | Carrière totaal | Carrière totaal | Carrière totaal | 553        | 117        | 57         | 9          |

## Interlandcarrière

### WK 1970 en EK 1972
Wilfried Van Moer werd in 1966 voor de eerste keer geselecteerd voor de nationale ploeg van België. Het waren toenmalig selectieheer Constant Vanden Stock en trainer Raymond Goethals die hem lieten debuteren. Van Moer werd meteen een belangrijke pion bij de nationale ploeg, waar hij veel lof oogstte. In 1970 bereikte hij met België het WK in Mexico. De Belgen vlogen er toen echter al in de eerste ronde uit. Van Moer maakte wel twee goals tegen El Salvador.
Op de eindronde van het EK 1972 in eigen land België met enkel halve finale en finale wedstrijden kenden de Belgen meer succes met een derde plaats tegen Hongarije. Maar Van Moer was er niet bij omdat hij zwaar gekwetst geraakte tegen Italië in de kwartfinale. Toen werd die over twee wedstrijden beslist. Tijdens de terugwedstrijd in Brussel brak Mario Bertini met een forse tackle zijn rechterbeen. Toch slaagde Van Moer er in de eerste helft uit te spelen. Bondscoach Raymond Goethals wou hem nog na de rust laten verder spelen met een inspuiting. Echter Standardvoorzitter Roger Petit, die aanwezig was, zag de ernst van de situatie in en stuurde hem naar het ziekenhuis.

### EK 1980 en WK 1982

De opstellingen van de EK-finale van 1980.

De volgende grote toernooien haalde België niet, waarna zowel de bondscoach als enkele belangrijke spelers aan de kant werden geschoven. Ook Van Moer viel toen naast de nationale ploeg. Maar in 1979 haalde bondscoach Guy Thys hem als creatieve middenvelder terug. Zijn comeback had hij te danken aan het uitvallen van de geblesseerde Ludo Coeck en aan tv-commentator Rik De Saedeleer, die zijn vriend Thys adviseerde Van Moer terug te halen. In de eerste interland na zijn terugkeer, een kwalificatiewedstrijd voor het EK 1980, was Portugal de tegenstander. België won met 2-0, dankzij een goal en een assist van Van Moer.
Door onder meer de terugkeer van Van Moer mocht België naar het EK. De middenvelder van Beringen werd een van de uitblinkers en loodste het team samen met een sterke Jan Ceulemans naar de finale van het toernooi. Daarin verloor België met 2-1 van West-Duitsland.
Twee jaar later bereikten de Rode Duivels ook het WK in Spanje. Thys selecteerde de 37-jarige Van Moer, die tijdens de wedstrijd tegen Polen zelfs als aanvoerder begon. Aan de rust werd hij vervangen door François Van der Elst. Het was zijn laatste interland.

## Interlands
| Interlands van Wilfried Van Moer voor België | Interlands van Wilfried Van Moer voor België | Interlands van Wilfried Van Moer voor België | Interlands van Wilfried Van Moer voor België | Interlands van Wilfried Van Moer voor België | Interlands van Wilfried Van Moer voor België |
| No.                                          | Datum                                        | Wedstrijd                                    | Uitslag                                      | Soort Wedstrijd                              | Doelpunten                                   |
| Als speler bij Antwerp FC                    | Als speler bij Antwerp FC                    | Als speler bij Antwerp FC                    | Als speler bij Antwerp FC                    | Als speler bij Antwerp FC                    | Als speler bij Antwerp FC                    |
| -------------------------------------------- | -------------------------------------------- | -------------------------------------------- | -------------------------------------------- | -------------------------------------------- | -------------------------------------------- |
| 1.                                           | 22 oktober 1966                              | België – Zwitserland                         | 1 – 0                                        | Vriendschappelijk                            | -                                            |
| 2.                                           | 11 november 1966                             | België – Frankrijk                           | 2 – 1                                        | Kwalificatie EK 1968                         | -                                            |
| 3.                                           | 19 maart 1967                                | Luxemburg – België                           | 0 – 5                                        | Kwalificatie EK 1968                         | -                                            |
| 4.                                           | 21 mei 1967                                  | Polen – België                               | 3 – 1                                        | Kwalificatie EK 1968                         | -                                            |
| 5.                                           | 10 januari 1968                              | Israël – België                              | 0 – 2                                        | Vriendschappelijk                            | -                                            |
| 6.                                           | 6 maart 1968                                 | België – West-Duitsland                      | 1 – 3                                        | Vriendschappelijk                            | -                                            |
| 7.                                           | 24 april 1968                                | Sovjet-Unie – België                         | 1 – 0                                        | Vriendschappelijk                            | -                                            |
| Als speler bij Standard                      |                                              |                                              |                                              |                                              |                                              |
| 8.                                           | 9 oktober 1968                               | België – Finland                             | 6 – 1                                        | Kwalificatie WK 1970                         | -                                            |
| 9.                                           | 16 oktober 1968                              | België – Joegoslavië                         | 3 – 0                                        | Kwalificatie WK 1970                         | -                                            |
| 10.                                          | 11 december 1968                             | Spanje – België                              | 1 – 1                                        | Kwalificatie WK 1970                         | -                                            |
| 11.                                          | 23 februari 1969                             | België – Spanje                              | 2 – 1                                        | Kwalificatie WK 1970                         | -                                            |
| 12.                                          | 16 april 1969                                | België – Mexico                              | 2 – 0                                        | Vriendschappelijk                            | -                                            |
| 13.                                          | 19 okt. 1969                                 | Joegoslavië – België                         | 4 – 0                                        | Kwalificatie WK 1970                         | -                                            |
| 14.                                          | 05 november 1969                             | Mexico – België                              | 1 – 0                                        | Vriendschappelijk                            | -                                            |
| 15.                                          | 25 februari 1970                             | België – Engeland                            | 1 – 3                                        | Vriendschappelijk                            | -                                            |
| 16.                                          | 03 juni 1970                                 | België – El Salvador                         | 3 – 0                                        | WK 1970 Groepsfase                           | 12' 54'                                      |
| 17.                                          | 06 jun. 1970                                 | Sovjet-Unie – België                         | 4 – 1                                        | WK 1970 Groepsfase                           | -                                            |
| 18.                                          | 11 juni 1970                                 | Mexico – België                              | 1 – 0                                        | WK 1970 Groepsfase                           | -                                            |
| 19.                                          | 15 november 1970                             | België – Frankrijk                           | 1 – 2                                        | Vriendschappelijk                            | 73'                                          |
| 20.                                          | 25 november 1970                             | België – Denemarken                          | 2 – 0                                        | Kwalificatie EK 1972                         | -                                            |
| 21.                                          | 03 februari 1971                             | België – Schotland                           | 3 – 0                                        | Kwalificatie EK 1972                         |                                              |
| 22.                                          | 17 februari 1971                             | België – Portugal                            | 3 – 0                                        | Kwalificatie EK 1972                         |                                              |
| 23.                                          | 20 mei 1971                                  | Luxemburg – België                           | 0 – 4                                        | Vriendschappelijk                            | 84'                                          |
| 24.                                          | 7 november 1971                              | België – Luxemburg                           | 1 – 0                                        | Vriendschappelijk                            | -                                            |
| 25.                                          | 10 november 1971                             | Schotland – België                           | 1 – 0                                        | Kwalificatie EK 1972                         | -                                            |
| 26.                                          | 29 april 1972                                | Italië – België                              | 0 – 0                                        | Kwalificatie EK 1972 Kwartfinale             | -                                            |
| 27.                                          | 13 mei 1972                                  | België – Italië                              | 2 – 1                                        | Kwalificatie EK 1972 Kwartfinale             | 23'                                          |
| 28                                           | 19 november 1972                             | België – Nederland                           | 0 – 0                                        | Kwalificatie WK 1974                         | -                                            |
| 29.                                          | 18 april 1973                                | België – Duitse Democratische Republiek      | 3 – 0                                        | Vriendschappelijk                            | -                                            |
| 30.                                          | 13 maart 1974                                | Duitse Democratische Republiek – België      | 1 – 0                                        | Vriendschappelijk                            | -                                            |
| 31.                                          | 17 april 1974                                | België – Polen                               | 1 – 1                                        | Vriendschappelijk                            | 32'                                          |
| 32.                                          | 1 mei 1974                                   | Zwitserland – België                         | 0 – 1                                        | Vriendschappelijk                            | -                                            |
| 33.                                          | 1 juni 1974                                  | België – Schotland                           | 2 – 1                                        | Vriendschappelijk                            | -                                            |
| 34.                                          | 8 september 1974                             | IJsland – België                             | 0 – 2                                        | Kwalificatie EK 1976                         | 38' (pen.)                                   |
| 35.                                          | 12 oktober 1974                              | België – Frankrijk                           | 2 – 1                                        | Kwalificatie EK 1976                         | -                                            |
| 36.                                          | 30 april 1975                                | België – Nederland                           | 1 – 0                                        | Vriendschappelijk                            | -                                            |
| Als speler bij Beringen FC                   |                                              |                                              |                                              |                                              |                                              |
| 37.                                          | 17 oktober 1979                              | België – Portugal                            | 2 – 0                                        | Kwalificatie EK 1980                         | 46'                                          |
| 38.                                          | 21 november 1979                             | België – Schotland                           | 2 – 0                                        | Kwalificatie EK 1980                         | -                                            |
| 39.                                          | 19 december 1979                             | Schotland – België                           | 1 – 3                                        | Kwalificatie EK 1980                         | -                                            |
| 40.                                          | 2 april 1980                                 | België – Polen                               | 2 – 1                                        | Vriendschappelijk                            | -                                            |
| 41.                                          | 6 juni 1980                                  | België – Roemenië                            | 2 – 1                                        | Vriendschappelijk                            | -                                            |
| 42.                                          | 12 juni 1980                                 | België – Engeland                            | 1 – 1                                        | EK 1980 Groepsfase                           | -                                            |
| 43.                                          | 15 juni 1980                                 | België – Spanje                              | 2 – 1                                        | EK 1980 Groepsfase                           | -                                            |
| 44.                                          | 18 juni 1980                                 | Italië – België                              | 0 – 0                                        | EK 1980 Groepsfase                           | -                                            |
| 45.                                          | 22 juni 1980                                 | België – West-Duitsland                      | 1 – 2                                        | EK 1980 Finale                               | -                                            |
| Als speler bij KSK Beveren                   |                                              |                                              |                                              |                                              |                                              |
| 46.                                          | 15 oktober 1980                              | Ierland – België                             | 1 – 1                                        | Kwalificatie WK 1982                         | -                                            |
| 47.                                          | 19 november 1980                             | België – Nederland                           | 1 – 0                                        | Kwalificatie WK 1982                         | -                                            |
| 48.                                          | 21 december 1980                             | Cyprus – België                              | 0 – 2                                        | Kwalificatie WK 1982                         | -                                            |
| 49.                                          | 29 april 1981                                | Frankrijk – België                           | 3 – 2                                        | Kwalificatie WK 1982                         | -                                            |
| 50.                                          | 9 september 1981                             | België – Frankrijk                           | 2 – 0                                        | Kwalificatie WK 1982                         | -                                            |
| 51.                                          | 16 december 1981                             | Spanje – België                              | 2 – 0                                        | Vriendschappelijk                            | -                                            |
| 52.                                          | 24 maart 1982                                | België – Roemenië                            | 4 – 1                                        | Vriendschappelijk                            | -                                            |
| 53.                                          | 28 april 1982                                | België – Bulgarije                           | 2 – 1                                        | Vriendschappelijk                            | 53'                                          |
| 54.                                          | 27 mei 1982                                  | Denemarken – België                          | 1 – 0                                        | Vriendschappelijk                            | -                                            |
| 55.                                          | 19 juni 1982                                 | België – El Salvador                         | 1 – 0                                        | WK 1982 groepsfase                           | -                                            |
| 56.                                          | 22 juni 1982                                 | België – Hongarije                           | 1 – 1                                        | WK 1982 groepsfase                           | -                                            |
| 57.                                          | 28 juni 1982                                 | België – Polen                               | 0 – 3                                        | WK 1982 tweede ronde                         | -                                            |
| Totaal                                       | Totaal                                       | Totaal                                       | Totaal                                       | Totaal                                       | 9                                            |
| Bijgewerkt op 6 september 2021.              |                                              |                                              |                                              |                                              |                                              |

## Trainerscarrière

### In de lagere klassen
Na meer dan 20 jaar als voetballer ging Wilfried Van Moer aan de slag als trainer. Eerst combineerde hij het trainerschap nog met een rol als speler, maar nadien concentreerde hij zich volledig op zijn taken als coach. Sint-Truiden VV kreeg hij niet naar Eerste Klasse, maar met derdeklasser FC Assent werd hij in 1986 wel kampioen. Een jaar later bereikte hij met de club zelfs de eindronde in Tweede Klasse.
In geen tijd wekten zijn prestaties in de lagere klassen ook de interesse op van enkele eersteklassers. Zijn ex-club Beveren haalde hem tijdens het seizoen 1987/88 terug naar het hoogste niveau. Van Moer begon het seizoen bij Assent, maar trok in de loop van het seizoen naar Beveren als vervanger van Ladislav Novák. Van Moer kon de club uit de degradatiezone houden, maar mocht dan opnieuw vertrekken.
In 1988 belandde hij bij tweedeklasser KTH Diest. Hij maakte het seizoen met Diest af, maar liet het trainerschap daarna voor wat het was.

### Bondscoach
Van Moer verrichtte na zijn jaren als trainer scoutingwerk in dienst van de Koninklijke Belgische Voetbalbond (KBVB). Dat combineerde hij in die periode met het uitbaten van zijn café. Na het WK 1994 waren de prestaties van de nationale ploeg ondermaats. De KBVB besloot daarom om Van Moer aan te stellen als assistent van toenmalig bondscoach Paul Van Himst. Hij werd de opvolger van Michel Sablon. Maar toen België vervolgens het EK 1996 miste, werd Van Himst aan de deur gezet. Van Moer werd door de voetbalbond benoemd als zijn opvolger. Toenmalig beloftencoach Ariël Jacobs werd zijn assistent.
Maar nog maar enkele maanden en een handvol wedstrijden later werd Van Moer al bedankt voor bewezen diensten. Van Moer lag niet goed bij de pers, en de voetbalbond hekelde zijn gebrek aan communicatieve vaardigheden. Van Moer werd opgevolgd door Georges Leekens en zei het voetbal voorgoed vaarwel.

## Palmares
| Competitie        | Aantal | Jaren            |
| ----------------- | ------ | ---------------- |
| Nationaal         |        |                  |
| Belgisch kampioen | 3x     | 1969, 1970, 1971 |
| Individueel       |        |                  |
| Gouden Schoen     | 3x     | 1966, 1969, 1970 |

| Competitie                     | Winnaar | Winnaar | Runner-up | Runner-up | Derde  | Derde  |
| Competitie                     | Aantal  | Jaren   | Aantal    | Jaren     | Aantal | Jaren  |
| België                         | België  | België  | België    | België    | België | België |
| ------------------------------ | ------- | ------- | --------- | --------- | ------ | ------ |
| Europees kampioenschap voetbal |         |         | 1x        | 1980      |        |        |

## Trivia
- Op 28 april 1982, tijdens een oefenwedstrijd van België tegen Bulgarije, scoorde Van Moer op 37-jarige leeftijd, wat hem tot op vandaag de oudste scorende Rode Duivel ooit maakte.[9]
- Bij de spelers en supporters van Standard had hij de bijnaam Kitchi. Dat had hij te danken aan hun Hongaarse spits Antal Nagy. "Wilfried" kon hij waarschijnlijk niet uitspreken, en daarom noemde hij Van Moer maar Kitchi, wat in zijn taal kleine betekent. Bondscoach Raymond Goethals gaf hem dezelfde bijnaam door hem Pit te noemen, een verbastering van het Franse woord "petit".[10]
- Van Moer zei over zijn drie gewonnen Gouden Schoenen: "De eerste keer winnen is fantastisch, de tweede keer is het oké, en de derde keer is men het al gewoon". Hij heeft er aan zijn drie kleinkinderen elk één geschonken. Zijn eerste Gouden Schoen was bij de uitreiking een geleende versie van Paul Van Himst omdat zijn versie nog niet klaar was.
- Zijn slechtste herinnering in zijn spelerscarrière was "De aanslag van de beul van Inter". Van Moer vond dat Bertini hem doelbewust een dubbele beenbreuk had getrapt tijdens de EK kwartfinale België–Italië in 1972. Hij heeft hem vaak vervloekt omdat het zijn carrière heeft gehypothekeerd.
- Zijn beste competitiewedstrijd ooit beschouwde hij de match van Standard tegen Club Brugge, toendertijd hun grootste uitdager, op Klokke op 4 april 1971. Ze kwamen 2–0 achter na reeds 12 minuten. Echter zeven minuten later lepelde Van Moer vanop dertig meter de bal in de bovenhoek. Dat betekende de ommekeer en werd er alsnog gewonnen met 2–3, wat de Rouches op weg zette naar een derde opeenvolgende landstitel.[11]